# 英國廣播公司第四台
英國廣播公司第四台（英語：BBC Four），是英國廣播公司主要面向英国国内播出的电视频道，2013年12月10日开始高标清同步播出。BBC曾在2022年打算在未來數年停止播出该頻道，改為在線播出。后于2023年3月因此前BBC第三台的类似尝试效果不佳而考虑撤销此决定。

## 历史
BBC第四台于格林威治时间2002年3月2日晚间19点开播，距离原定2001年开播的计划有所延后，主要播放高素质电视剧、纪录片、音乐、电影、喜剧和新闻节目。官方描述为“播出各种节目，包括喜剧，纪录片，音乐，国际电影，原创节目，戏剧和时事......的主流电视频道节目的替代品”。根据获取的电视播出牌照，BBC第四台每年需要播出不少于100小时的新潮艺术和音乐节目，以及不少于110小时的新实况节目，并每年首映20部国际电影。 
为了在地面数字电视平台与CBeebies共享带宽，本频道的播放时间为19:00到04:00。本频道与CBeebies频道已在2013年12月10日开始高标清同步。